# Thure von Uexküll

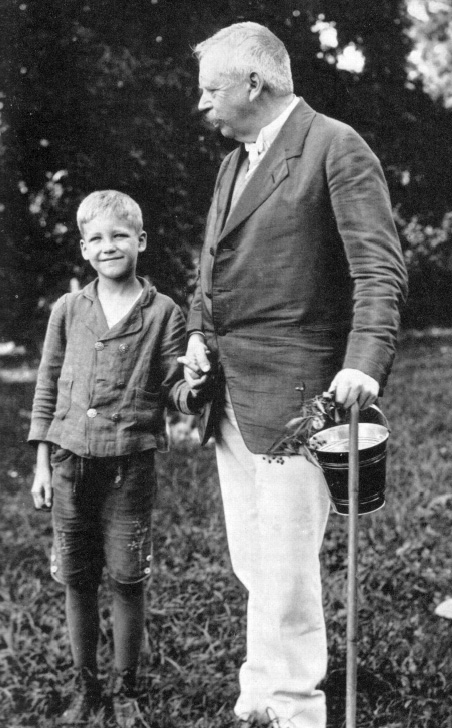
Thure von Uexküll im Sommer 1915 mit seinem Vater

Thure von Uexküll (eigentlich: Karl Kuno Thure Baron von Uexküll; * 15. März 1908 in Heidelberg; † 29. September 2004 in Freiburg im Breisgau) war ein deutscher Mediziner und Mitbegründer der psychosomatischen Medizin sowie der Biosemiotik.

## Herkunft und Leben
Thure von Uexküll entstammt dem baltischen Uradelsgeschlecht von Uexküll. Er wurde als zweites von drei Kindern des Biologen und Philosophen Jakob Johann von Uexküll (1864–1944) und dessen Frau Gudrun, geb. Gräfin von Schwerin (1878–1969), in Heidelberg geboren. Sein Vater gilt als ein Wegbereiter der biologischen Ökologie. Er führte den Begriff der Umwelt in die Biologie ein und war ein Pionier der theoretischen Biologie und der Biosemiotik. Seine Mutter hatte sich als Übersetzerin von Axel Munthes Buch von San Michele einen Namen gemacht. Sein jüngerer Bruder war der Publizist und Journalist Gösta von Uexküll (1909–1993).  

Thure von Uexküll wuchs in Hessen und Pommern auf und kam 1924 nach Hamburg, wo sein Vater das Institut für Umweltforschung gründete. Er studierte von 1928 bis 1934 in München, Innsbruck, Rostock und Hamburg Medizin. In Hamburg legte er sein Staatsexamen ab und begann als Assistenzarzt in der Neurologischen Klinik des Barmbeker Krankenhauses. 1935 ging er nach Berlin an die Charité, wo er eine Volontärstelle bei Gustav von Bergmann, einem Internisten und Pionier der psychosomatischen Medizin, annahm. An eine akademische Karriere war zu der Zeit nicht zu denken, da sich Thure von Uexküll weigerte, in die NSDAP einzutreten. Zudem hatte sein Bruder Gösta jüdischen Verfolgten zur Flucht verholfen, war ins Fahndungsnetz der Gestapo geraten und nach Schweden geflohen.
Von 1943 bis 1945 war Thure von Uexküll als Polizeiarzt in Russland und Jugoslawien eingesetzt. Nach dem Krieg leitete er eine Sammelstelle des Roten Kreuzes für die ärztliche Betreuung von frisch entlassenen KZ-Häftlingen. Er habilitierte 1948 und war dann als Privatdozent an der Medizinischen Poliklinik der Universität München tätig. Bereits in diesen Jahren veröffentlichte er sein Standardwerk zur psychosomatischen Medizin.
Nach Aussagen eines ehemaligen Kollegen in der Professorenschaft konnte er aber an der konservativen medizinischen Fakultät nicht die notwendige Forschungs- und Überzeugungsarbeit für sein neuentstehendes Fachgebiet leisten. Daraufhin wechselte er 1955 als Ordinarius und Leiter der Medizinischen Poliklinik an die Justus-Liebig-Universität Gießen. Im selben Jahr wurde Thure von Uexküll Mitglied im Wissenschaftlichen Beirat der Sachbuchreihe Rowohlts deutsche Enzyklopädie.
Nach seiner Berufung an die Reformuniversität Ulm auf den Lehrstuhl für Innere Medizin und Psychosomatik im Jahr 1966 machte er sich dort an eine Reform des Medizinstudiums, die z. B. durch die Integration von Fächern wie Psychologie oder Soziologie bis in die Gegenwart Spuren hinterließ. Gemeinsam mit der Oberin des Ulmer Reformklinikums Ilse Schulz und der Heidelberger Pflegewissenschaftlerin Antje Grauhan war Thure von Uexküll Ideengeber im interdisziplinär angelegten Ulmer Modellversuch „Die internistisch-psychosomatische Krankenstation“ in den 1970er Jahren.
1974 gründete Uexküll gemeinsam mit einer Gruppe von gleich denkenden Kollegen das „Deutsche Kollegium für Psychosomatische Medizin“ (DKPM), die wissenschaftliche Fachgesellschaft der Psychosomatik.
Uexküll setzte sich für eine Psychosomatik ein, die ein integraler Bestandteil aller praktischen Fächer der Medizin sein und
nicht als eine weitere spezialisierte Fachdisziplin isoliert neben den anderen medizinischen Fächern bestehen sollte.
1976 wurde Uexküll emeritiert, blieb aber seinem Fachgebiet treu, verfolgte die aktuelle Forschung und betreute weiterhin auch noch eigene Projekte. Als anerkannter Fachmann wurde er auch weiterhin regelmäßig von Kollegen konsultiert.
Thure von Uexküll forschte jahrzehntelang im Lichte der neuen Forschungsrichtung der Biosemiotik. Die Biosemiotik untersucht Prozesse der Biologie (z. B. Zell-Zell-Kommunikation) in Hinsicht auf ihren Zeichencharakter. Er entwickelte damit den Ansatz seines Vaters Jakob von Uexküll einer biologischen Bedeutungslehre konsequent weiter und begründete die Psychosomatik in dieser Hinsicht. Dabei übernahm er das triadische Zeichenmodell nach  Charles Sanders Peirce (1839–1914). Es unterscheidet  Signifikant, Objekt/Signifikat und Interpretant (Erklärung des Zeichens).
Anfang der 1990er-Jahre intensivierte Thure von Uexküll die fruchtbare Auseinandersetzung mit Thomas A. Sebeok, dem Begründer der Zoosemiotik. Sie einigten sich schließlich auf den integrativen Terminus „Biosemiotik“, um in Zukunft alle Forschungen der Zeichenverwendung in der belebten Natur unter diesem Begriff zu subsumieren. Bald darauf wurden die ersten Biosemiotikkongresse durchgeführt.
Thure von Uexküll gründete am 15. August 1992 die Akademie für Integrierte Medizin, welche am 2. April 1993 als gemeinnütziger Verein in das Stuttgarter Vereinsregister eingetragen wurde. Er beklagte das „dualistische Paradigma“ der Medizin mit der Spaltung in einen „kranken Körper ohne Seele und eine leidende Seele ohne Körper“. Er hatte die Idee einer „Integrierten Medizin“, die den vorherrschenden biomechanisch/psychologischen Dualismus in der medizinischen Versorgung überwindet. Die AIM, die sich nach dem Tod Thure von Uexkülls in „Thure von Uexküll-Akademie für Integrierte Medizin“ umbenannte, verfolgt bis heute das Ziel, die im westlichen Kulturkreis verloren gegangene psychosoziale Dimension in alle Fachgebiete der Medizin zurückzubringen.

## Ehrungen und Auszeichnungen
Die Universität Tartu verlieh ihm 1994 die Ehrendoktorwürde (Semiotik und Medizin).
Zu Ehren Uexkülls wurde 2014 die Akutklinik für psychosomatische Medizin und Psychotherapie im historischen Carlsbau im Glottertal Thure-von-Uexküll-Klinik benannt.

## Publikationen (Auswahl)
- Der Mensch und die Natur. Grundzüge einer Naturphilosophie. Francke, Bern 1953.
- Grundfragen der psychosomatischen Medizin. (= Rowohlts deutsche Enzyklopädie, Bd. 179/180). Rowohlt, Reinbek bei Hamburg 1963.
- Signs, Symbols and Systems. In: T. Sebeok, R. Posner (Hg):  A semiotic Landscape. Den Haag, Paris, New York 1974, S. 487–492.
- als Hrsg.: Lehrbuch der psychosomatischen Medizin. Urban und Schwarzenberg, München/Wien/Baltimore 1979, ISBN 3-541-08841-9.
- Die Umweltlehre als Theorie der Zeichenprozesse. In: Th v. Uexküll (Hg): Kompositionslehre der Natur. Biologie als undogmatische Naturwissenschaft; ausgewählte Schriften. Ullstein, Frankfurt, Berlin, Wien 1980, ISBN 3-549-05461-0.
- Semiotics and medicine. In: Semiotica 38 (1982), Heft 3/4, S. 205–215.
- Semiotics and the problem of the observer. In: Semiotica 48 (1984), Heft 3/4, S. 187–195.
- Zeichen und Realität als anthroposemiotisches Problem. In: Oehler, Klaus (Hrsg.): Zeichen und Realität. Tübingen, Stauffenburg-Verlag 1984, Bd. 1, S. 61–72. ISBN 3-923721-81-1.
- Medicine and Semiotics. In: Semiotica, Bd. 61 (1986), Heft 3/4, S. 201–217.
- Die Wissenschaft von dem Lebendigen. In: Perspektiven der Philosophie. Neues Jahrbuch 1987, 13, S. 451–461.
- mit Wolfgang Wesiack: Theorie der Humanmedizin. Grundlagen ärztlichen Denkens und Handelns. Urban und Schwarzenberg, München 1988, ISBN 9783541135011.
- Naturwissenschaft als Zeichenlehre. In: Merkur 43 (1989), S. 225–234.
- Die Bedeutung der Semiotik für die Medizin. In: P. Rusterholz, M. Svilar (HG). Welt der Zeichen – Welt der Wirklichkeit, Berner Universitätsschriften, Band 38, Verlag Paul Haupt (1993), S. 85–100.
- mit Werner Geigges und Jörg Hermann: Endosemiosis. In: Semiotica. Band 96, 1993, Heft 1/2, S. 5–51.
- Biosemiose. In: R.Posner, K. Robering, T. Sebeok (Hg.). Semiotik. Walter de Gruyter, Berlin, New York 1997, S. 447–457.
- Endosemiose. In: R. Posner, K. Robering, T. Sebeok (Hg.). Semiotik. Walter de Gruyter, Berlin, New York 1997, S. 464–487.